# Алексеев, Валерий Михайлович
Вале́рий Миха́йлович Алексе́ев (род.23 ноября 1952, Подольск) — советский и российский тренер по боксу. В течение многих лет работает в МОУДО КДЮСШ «Космос», личный тренер чемпиона Европы Андрея Баланова, заслуженный тренер России (2003).

## Биография
Валерий Алексеев родился в 1952 году в городе Подольске Московской области. Заниматься боксом начал по совету друга в возрасте четырнадцати в 1966 году, проходил подготовку во Дворце культуры имени И. И. Лепсе под руководством тренера Ивана Яковлевича Телкова: «Был я маленький и худенький. Поэтому весть о том, что меня зачислили в секцию, стала полным сюрпризом».
После школы поступил в Московский институт электронного машиностроения, затем в 1975 году получил второе высшее образование — окончил институт физической культуры и спорта. Имел неплохие результаты в боксе, в частности выполнил норматив мастера спорта СССР, но на международный уровень не вышел, так как сочетал спортивную карьеру с работой инженера. Со временем начал подрабатывать тренером в заводской боксёрской секции. В какой-то момент решил полностью посвятить себя тренерскому делу.
За долгие годы тренерской деятельности Алексеев подготовил множество титулованных боксёров, добившихся успеха на всероссийском и международном уровнях, в том числе среди его учеников 15 мастеров спорта, трое мастеров спорта международного класса и один заслуженный мастер спорта. Самый известный его воспитанник — представитель первого среднего веса Андрей Баланов, перешедший к нему в юниорском возрасте от тренера Альберта Мухарлямова — чемпион Европы, победитель Кубка мира, участник Олимпийских игр в Пекине. Другой его ученик Алексей Чудинов выступал на Олимпийских играх в Барселоне. За выдающиеся успехи на тренерском поприще в 2003 году Валерий Алексеев был удостоен почётного звания «Заслуженный тренер России».